# Papiernia (obwód tarnopolski)
Papiernia (ukr. Папірня, Papirnia) – wieś na Ukrainie, w  rejonie czortkowskim obwodu tarnopolskiego, w hromadzie Białobożnica.
Do 2020 roku część rejonu trembowelskiego, od 2020 – czortkowskiego.